# NGC 4272
NGC 4272 is een elliptisch sterrenstelsel in het sterrenbeeld Hoofdhaar. Het hemelobject werd op 13 maart 1785 ontdekt door de Duits-Britse astronoom William Herschel.

## Synoniemen
- UGC 7378
- MCG 5-29-59
- ZWG 158.72
- PGC 39715